# Mescalero-Chiricahua
Mescalero-Chiricahua, Mescalero-Chiricahau-Apache oder Ndee Bizaa
bezeichnet die Sprache der Mescalero Apache und Chiricahua Apache im heutigen Südwesten der Vereinigten Staaten und im Norden von Mexiko, die zum Westlichen Zweig der Apache-Sprachen gehörte und hierbei zu den Süd-Athapaskische Sprachen im engeren Sinn; linguistisch zählt sie zu den Na-Dené-Sprachen.
Wie bereits aus der Bezeichnung für die Sprache ersichtlich, unterscheidet man zudem zwei große Dialektvarianten, die sich der jeweiligen Stammesgruppe zuordnen lassen:
- Mescalero-Dialekt – der ca. 8 bis 10 Mescalero-Bands in West-Texas, New Mexico sowie Nord-Chihuahua und Nord-Coahuila
- Chiricahua-Dialekt – der 4 Chiricahua-Bands in Arizona, New Mexico, Nord-Sonora und Nord-Chihuahua; oftmals werden noch zwei Idiome unterschieden:
  - eigentliches Chiricahua (der Chokonen oder eigentlichen Chiricahua)
  - Warm Springs (der Chihenne, Bedonkohe und Nednhi)

## Phonologie

### Konsonanten
|                |                    | Bilabial | Alveolar | Alveolar  | Postalveolar | Palatal | Velar   | Glottal |
| central        | lateraler          | Bilabial |          |           | Postalveolar | Palatal | Velar   | Glottal |
| Verschlusslaut | nicht aspiriert    | b [p]    | d [t]    |           |              |         | g [k]   |         |
| Verschlusslaut | aspiriert          |          | t [tʰ]   |           |              |         | k [kʰ]  |         |
| Verschlusslaut | ejektiv            |          | t’ [t’]  |           |              |         | k’ [k’] | ’ [ʔ]   |
| Affrikate      | nicht aspiriert    |          | dz [ʦ]   | dl [tɬ]   | j [ʧ]        |         |         |         |
| Affrikate      | aspiriert          |          | ts [ʦʰ]  | tl [tɬʰ]  | ch [ʧʰ]      |         |         |         |
| Affrikate      | ejektiv            |          | ts’ [ʦ’] | tl’ [tɬ’] | ch’ [ʧ’]     |         |         |         |
| Reibelaut      | stimmlos           |          | s [s]    | l [ɬ]     | sh [ʃ]       |         | h [x]   | h [h]   |
| Reibelaut      | stimmhaft          |          | z [z]    | l [ɮ]     | zh [ʒ]       | y [ʝ]   | gh [ɣ]  |         |
| Nasale         | plain              | m [m]    | n [n]    |           |              |         |         |         |
| Nasale         | pre-nasaler plosiv |          | nd [nd]  |           |              |         |         |         |